# قطران (بعدان)

تعديل مصدري - تعديل

قطران محلة تابعة لقرية الحرامي، التابعة لعزلة المنار بمديرية بعدان إحدى مديريات محافظة إب في الجمهورية اليمنية، بلغ تعداد سكانها 33 حسب تعداد اليمن لعام 2004.